# Gemeinde Straža
Die Gemeinde Straža (deutsch: Oberstrascha, auch Wardenegg) ist eine Gemeinde in der Region Dolenjska/Unterkrain in Slowenien. Sitz der Gemeindeverwaltung ist die Ortschaft Straža.

## Lage
Die aus elf Siedlungen bestehende Gemeinde mit dem Hauptort Straža, der sich bis zum Jahre 1988 Gorenja Straža nannte, liegt westlich von Novo mesto am Fluss Krka (Gurk).

## Ortschaften und Siedlungen der Gemeinde
| - Dolnje Mraševo, (dt. Untermraschen) - Drganja sela, (dt. Dergainsella) - Jurka vas, (dt. Jurkendorf) - Loke, (dt. Staingenberg) | - Podgora, (dt. Unterberg) - Potok, (dt. Rechbach in der Unterkrain) - Prapreče pri Straži, (dt. Praprett ) - Rumanja vas, (dt. Rumannsdorf) | - Straža, (dt. Wardenegg, auch Strascha) - Vavta vas (dt. Waltendorf) - Zalog, (dt. Weichselburg, auch Breitenau) |

## Nachbargemeinden
| Žužemberk                    | Mirna Peč                                   | Novo mesto |
| Žužemberk, Dolenjske Toplice | Kompassrose, die auf Nachbargemeinden zeigt | Novo mesto |
| Dolenjske Toplice            | Dolenjske Toplice                           | Novo mesto |

## Geschichte
Die Gemeinde löste sich am 1. März 2006 von Novo mesto und bildet seither eine eigene selbständige Gemeinde. Bis zum Ende des Habsburgerreichs gehörte Straža zum Kronland Krain, wobei der Ort Teil des Gerichtsbezirks Rudolfswerth gewesen war.

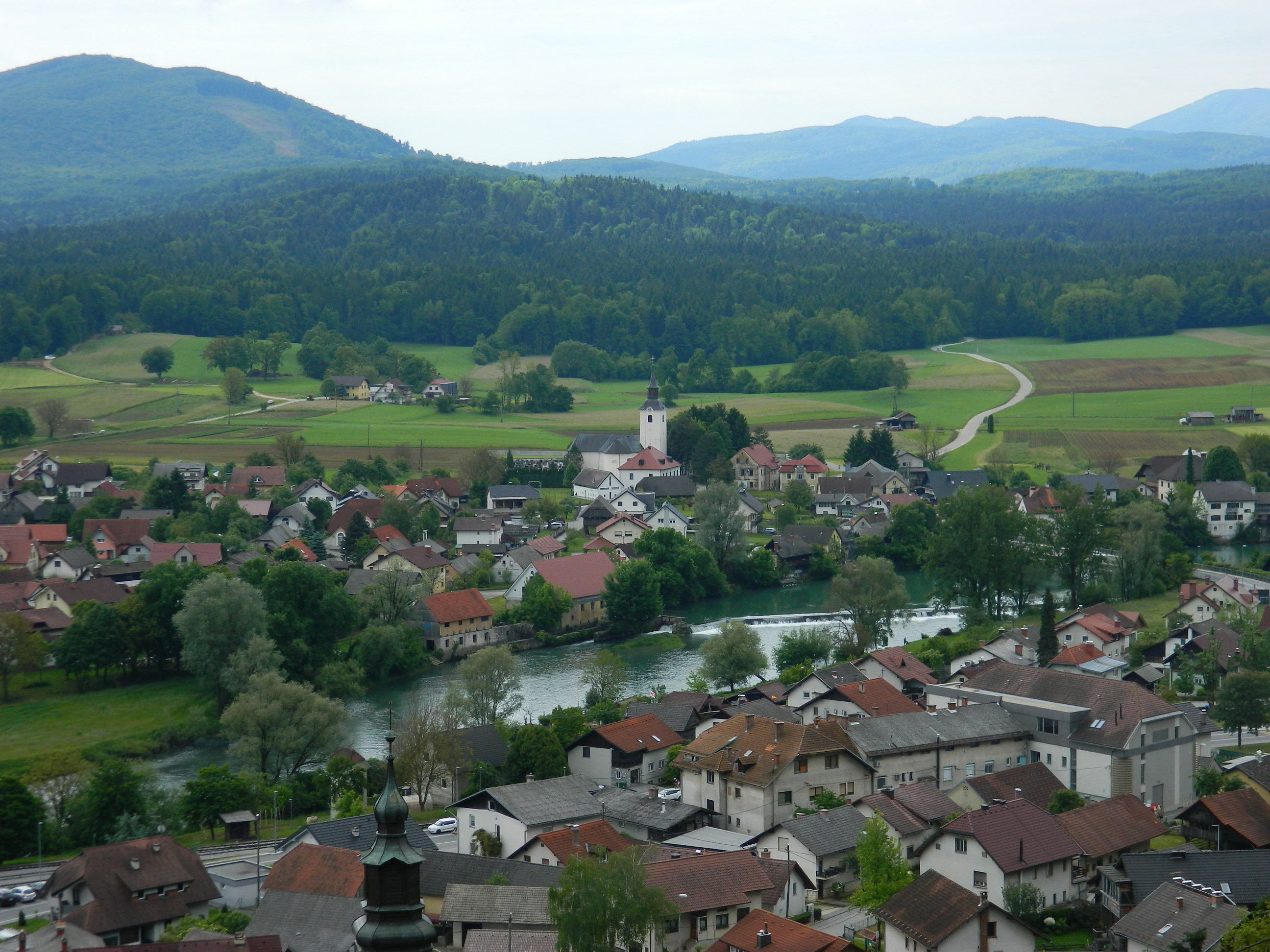
Vavta vas und Straža